# Малко-Кадієво
Ма́лко-Каді́єво (болг. Малко Кадиево) — село в Старозагорській області Болгарії. Входить до складу общини Стара Загора.

## Населення
За даними перепису населення 2011 року у селі проживали 258 осіб, з них 254 особи (99,6%) — болгари.
Розподіл населення за віком у 2011 році:
Динаміка населення: